# Johnny Weltz
Johnny Weltz (Copenhague, 20 de marzo de 1962). Fue un ciclista danés, profesional entre 1987 y 1995, cuyos mayores éxitos deportivos los logró en el Tour de Francia y en la Vuelta a España, pruebas en las que obtuvo sendas victorias de etapa en la edición de 1988.
Tras su retirada como ciclista profesional siguió vinculado al ciclismo como director deportivo de equipos como el Motorola, el US Postal y el CSC. 

## Palmarés
| 1987 - Grand Prix de Plumelec - Gran Premio La Marsellesa 1988 - 1 etapa en el Tour de Francia - 1 etapa en la Vuelta a España 1989 - Campeonato de Dinamarca en Ruta - 1 etapa de la Vuelta al País Vasco | 1991 - 1 etapa en la Vuelta a Asturias 1992 - Clásica de Almería 1993 - Trofeo Comunidad Foral de Navarra |